# Vulpiella stipoides
Vulpiella es un género monotípico de plantas herbáceas perteneciente a la familia de las poáceas. Su única especie: Vulpiella stipoides, es originaria de la Región mediterránea.

## Descripción
Son planta anuales con culmos de 10-40 cm de alto; herbácea. Las hojas no auriculadas. Las láminas de las hojas son lineales; estrechas. Sin nervadura transversal y la lígula es una membrana truncada de 2-4 mm de largo. Plantas bisexual, con espiguillas bisexuales; con flores hermafroditas. Inflorescencia paniculada (2-10 cm de largo, con un máximo de 4 ramas en cada nodo) ; abierta (las ramas y pedicelos pulvinadas).

## Taxonomía
Vulpiella stipoides fue descrita por (L.) Maire y publicado en Bulletin de la Société d'Histoire Naturelle de l'Afrique du Nord 33(4): 95. 1942.
Sinonimia
- Brachypodium tenue (Tineo) Tineo
- Bromus sabulosus Guss.
- Bromus sardous Spreng.
- Bromus stipoides L.
- Bromus tenuis Tineo
- Cutandia incrassata (Parl.) Trab.
- Cutandia incrassata (Salzm. ex Lois.) Benth. ex W.D. Jacks.
- Cutandia letourneuxii (Asch. ex Durand & Barratte) F. Herm.
- Festuca clavata Moench
- Festuca incrassata Salzm. ex Loisel.
- Festuca letourneuxii (E.A.Durand) Asch. ex E.A.Durand & Barratte
- Festuca simplex Hornem. ex Steud.
- Festuca stipoides (L.) Desf.
- Festuca tenuis (Trin.) Nyman
- Loretia tenuis (Tineo) Hack. ex Willk.
- Vulpia incrassata Parl.
- Vulpia letourneuxii Asch. ex E.A.Durand & Barratte
- Vulpia stipoides (L.) Dumort.
- Vulpia tenuis (Tineo) Parl.
- Vulpiella incrassata (Parl.) Andr.
- Vulpiella tenuis (Tineo) Kerguélen[3][4]